# 圖爾湖

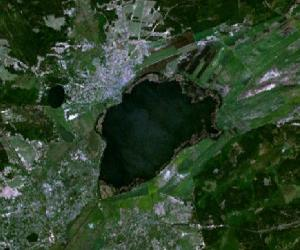

51°39′N 24°18′E / 51.650°N 24.300°E
圖爾湖（烏克蘭語：Турське озеро），是烏克蘭的湖泊，位於西北部沃倫州，處於普里皮亞季河流域，長5.6公里、寬3.2公里，面積12.85平方公里，海拔高度149米，平均水深2.3米，最大水深2.6米。

## 圖爾斯克運河
圖爾斯克運河（烏克蘭語：Турський канал）連接圖爾湖與東北方的奧里霍韋湖。

## 鄰近聚落
依逆時針方向排列
- 圖爾
- 扎博洛特亚
- 扎利西
- 茲多米舍利
- 什門基
- 日里奇

1. ↑  .   [2024-11-22]. （原始内容存档于2018-07-01）.